# Jan Antonín Baťa

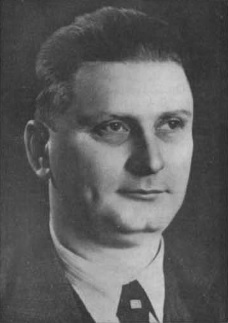
Jan Baťa (um 1938)

Jan Antonín Baťa (* 7. März 1898 in Uherské Hradiště, Österreich-Ungarn; † 23. August 1965 in São Paulo, Brasilien) war ein tschechisch-brasilianischer Unternehmer. Er war der HalbbruderTomáš Baťas, Gründer des tschechoslowakischen Schuhherstellers Baťa in Zlín. 1932 übernahm er die Leitung des Konzerns und baute den Weltmarktführer in der Schuhherstellung weiter zu einem globalen Unternehmen aus.

## Leben und Wirken
Jan Antonín Baťa wuchs in Uherské Hradiště als eines von fünf Kindern des mährischen Schusters Antonín Baťa und dessen zweiter Ehefrau Ludmila auf. Seine älteren Halbgeschwister Anna, Antonín und Tomáš führten eine mechanische Schuhfabrik in Zlín. Jan besuchte die Volksschule in Zlín und absolvierte 1913 im Familienbetrieb die Gesellenprüfung als Schuster.
1914 ging er nach Deutschland und sammelte Berufserfahrung in August Wessels Schuhfabrik in Oldenburg. Von 1919 bis 1920 führte er die neu gegründete Baťa Shoe and Leather Company in Lynn. 1921 kehrte er nach Zlín zurück und heiratete Marie Gerbecová (1902–1987), die Tochter des Zlíner Arztes.

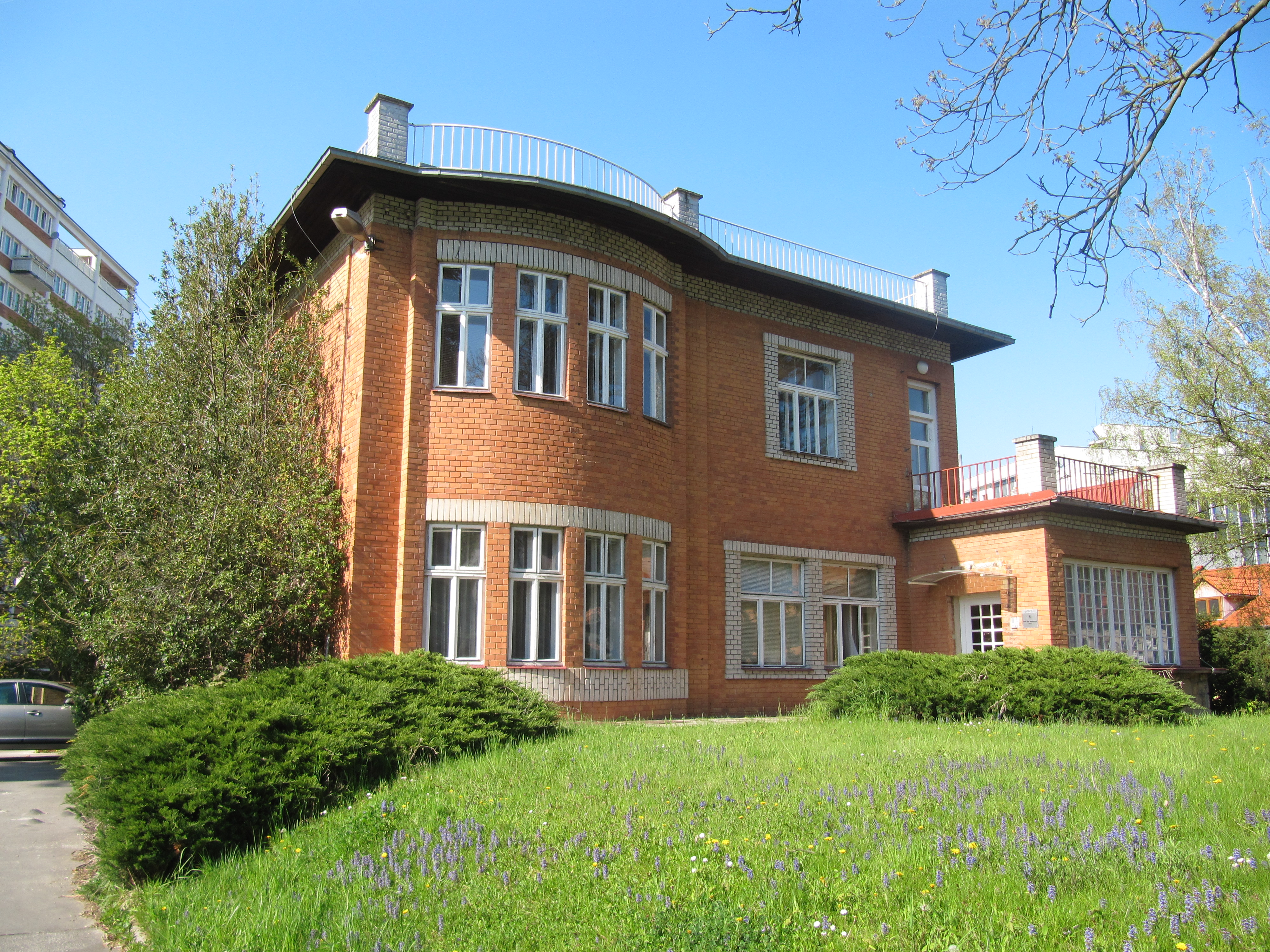
J. A. Baťas Villa in Zlín

Er war in verschiedenen leitenden Positionen im Konzerns seines Bruders Tomáš tätig und begleitete den rasanten wirtschaftlichen Aufstieg zum Weltmarktführer. 2027 auftretende Differenzen über die Unternehmensführung konnten die Brüder beilegen und mit der Umwandlung in eine Aktiengesellschaft 1931 stieg Jan Antonín in den inneren Führungszirkel auf.

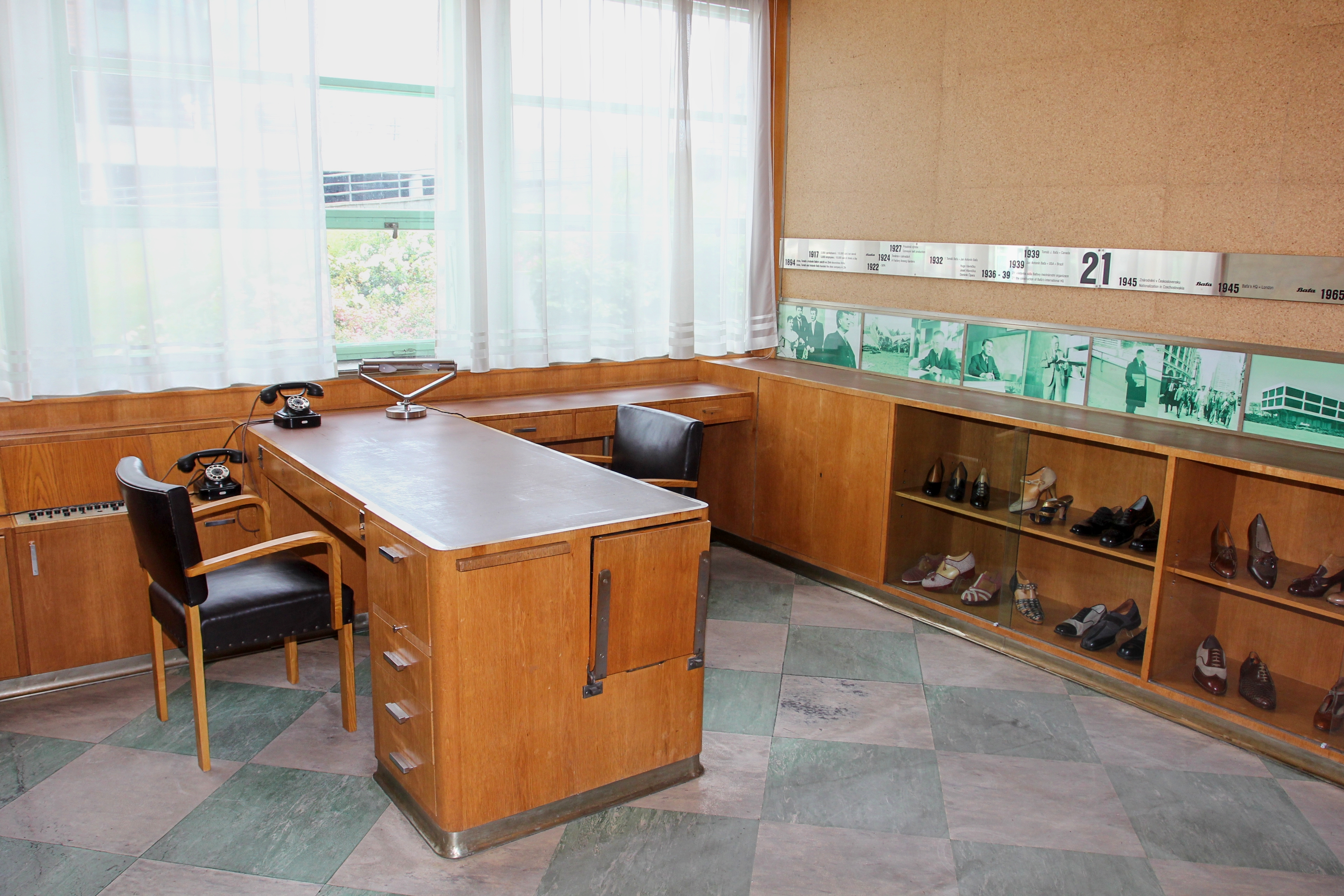
Baťas „fahrendes Büro“ in der Konzernzentrale in Zlín

Nach dem tragischen Unfalltod von Konzernchef Tomáš 1932 wurde Jan Antonín dessen Testament entsprechend Konzernchef. Er setzte die globale Expansion des Unternehmens konsequent fort. Zur Schuhproduktion kamen noch die Kunststoffverarbeitung im Werk Fatra in Napajedla, die Flugzeugherstellung und der Abbau von Braunkohle in Hodonín hinzu. Von 1934 bis 1938 ließ Baťa an der March den Baťův kanál für den Braunkohletransport per Schiff errichten. 1936 beauftragte er den Architekten Vladimír Karfík mit der Errichtung einer neuen Firmenzentrale. Der 15-stöckige Baťa-Wolkenkratzer in Zlín wurde 1939 fertiggestellt. Er enthält einen als Büro des Konzernchefs ausgestatteten Aufzug.
Unter dem Motto „Kollektiv arbeiten – individuell wohnen“ ließ er Werksiedlungen nebst firmeneigenen Kindergärten, Schulen sowie ein Krankenhaus, ein Warenhaus und das damals größte Kino Mitteleuropas in Zlín errichten. Dadurch kann die Stadt für sich den Anspruch erheben, aufgrund der streng rationalen, an der Optimierung aller Funktionen orientierten Stadtplanung unter Einbeziehung sozialer und psychologischer Aspekte erste funktionalistische Stadt der Welt im Sinne der Charta von Athen (1933) zu sein.
Nach dem Münchner Abkommen übte Baťa starke Kritik an Präsident Edvard Beneš. Er vertrat die Meinung, die Tschechoslowakei hätte sich militärisch gegen die Einnahme des Sudetenlandes durch das Deutsche Reich wehren sollen. Nach der deutschen Okkupation der Tschechoslowakei wurde Baťa am 15. März 1939 verhaftet, jedoch bald entlassen. Er flüchtete mit seiner Familie in die USA. Nach Kriegseintritt der USA ließen sie sich auf Einladung der dortigen Regierung 1941 in Brasilien nieder. Dort gewann er die Anerkennung von Präsident Getúlio Vargas und wurde dessen Berater in Wirtschaftsfragen.

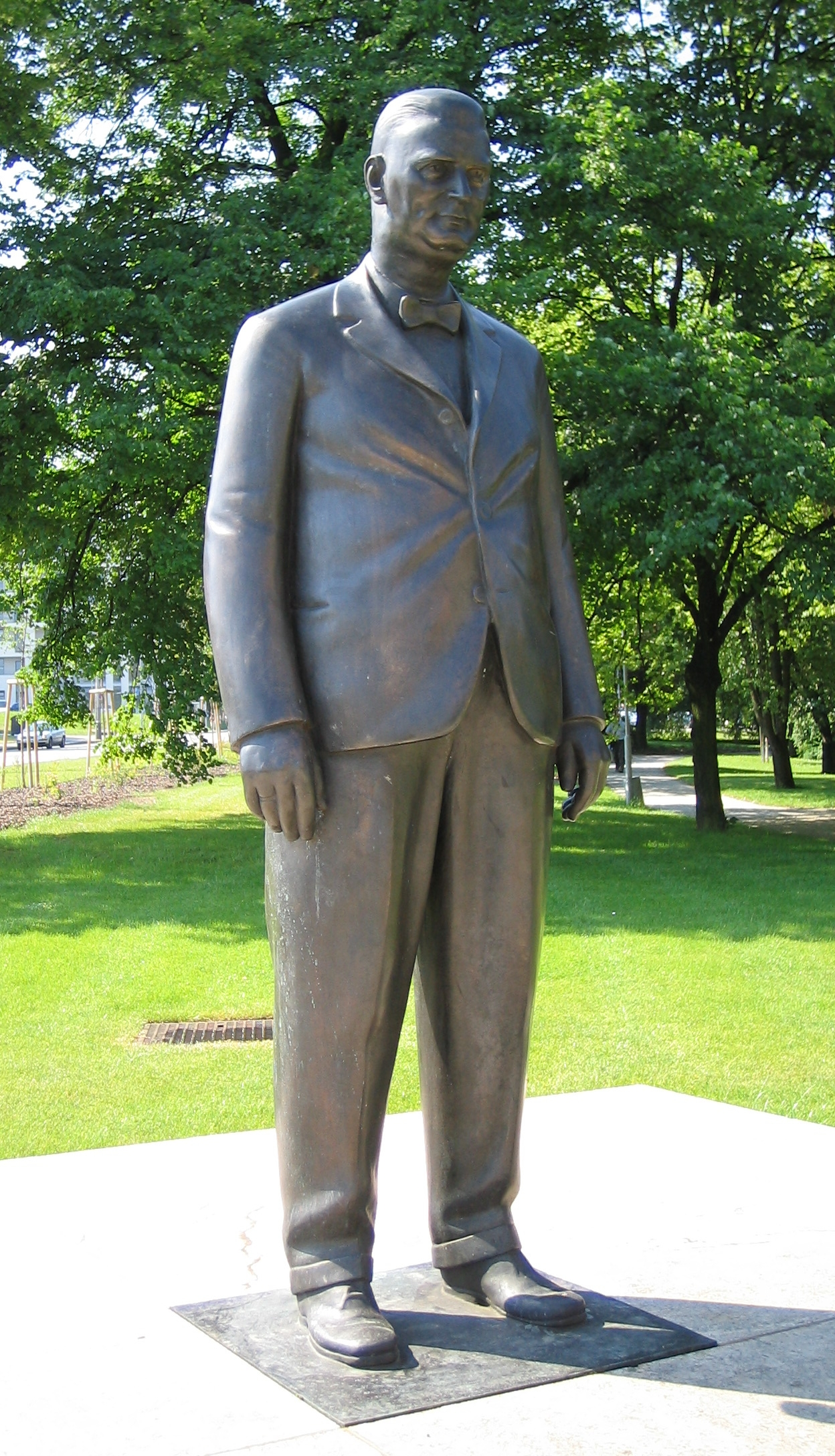
Denkmal Jan Antonín Baťas in Zlín

Baťa versuchte die nun im Protektorat Böhmen und Mähren befindliche Konzernzentrale vor der Enteignung durch die Nazis zu bewahren. Die Fabriken in Zlín wurden unter NS-Verwaltung gestellt und produzierten in der Kriegswirtschaft Schuhe für die Wehrmacht. Obwohl er den tschechoslowakischen Widerstand, die Exilregierung und Flüchtlinge finanziell unterstützte, gab Jan Antonín Baťa kein öffentliches Bekenntnis zur Exilregierung von Präsident Beneš in London ab, um das Unternehmen und seine Mitarbeiter zu schützen. Das schwer belastete Verhältnis zu Beneš, der zunehmende Einfluss der Kommunisten in der Nachkriegs-Tschechoslowakei und vor allem der Eintrag Baťas auf einer Schwarzen Liste der die Alliierten als ein mit den Nazis kooperierendes Unternehmen führten dazu, dass Jan Antonín Baťa im Mai 1947 in Abwesenheit zu 15 Jahren Haft, dem Verlust der Bürgerrechte und der Enteignung seines gesamten tschechoslowakischen Vermögens verurteilt wurde.
Erschwerend für den Stand Jan Antonín Batas wirkte ein Rechtsstreit mit Tomáš Baťa junior über das internationale Konzernvermögen. Dieser leitete die Geschäfte in Kanada nahm als Offizier der kanadischen Armee aktiv am Widerstand teil. Letztlich wurde der tschechoslowakische Teil des Konzerns verstaatlicht und die restlichen Fabriken bis auf jene in Brasilien gingen an Tomáš Baťa jr.

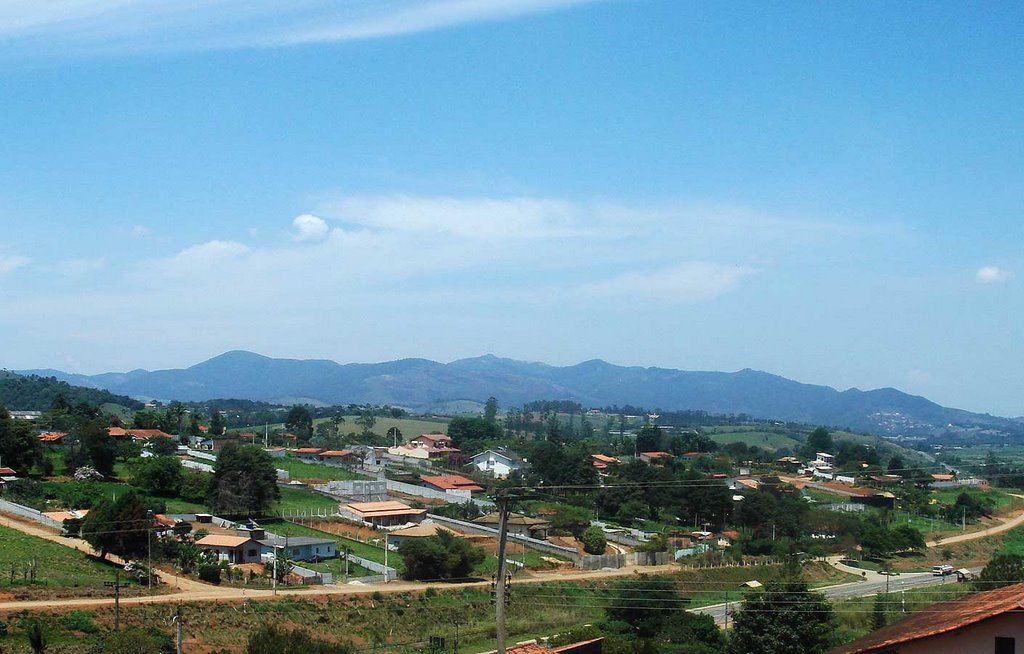
Batatuba in Brasilien

Jan Antonín Baťa fokussierte seine Aktivitäten nun auf Brasilien. Er gründete mehrere Fabriken und auch eigene Städte und Arbeitersiedlungen im Süden des Landes, darunter Batayporã, Bataguassu, Batatuba, Anaurilândia und Mariápolis. Für diese Siedlungstätigkeit wurde er als Kandidat für den Friedensnobelpreis vorgeschlagen.

## Rehabilitation und Würdigung
Jan Antonín Baťa galt in der Tschechoslowakei als Nazi-Kollaborateur und er wurde erst 2007 durch ein tschechisches Gericht rehabilitiert. Tomáš Baťa junior setzte sich trotz des jahrelangen Rechtsstreits später für den Freispruch seines Onkels vom Vorwurf der Kollaboration ein.

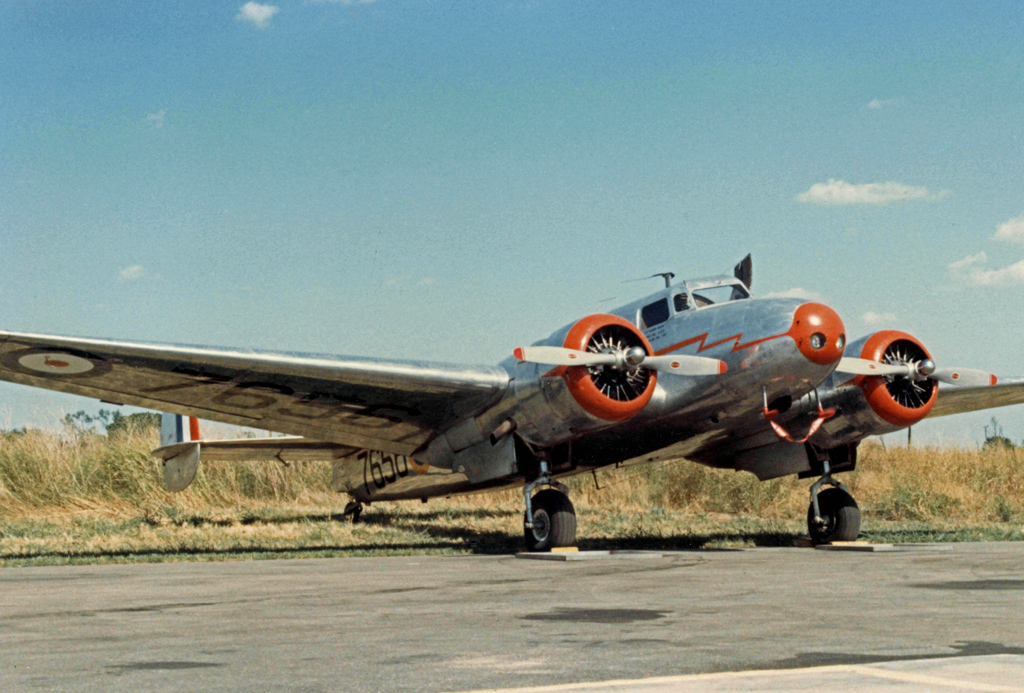
Baťas Privatflugzeug

Das Privatflugzeug Jan Antonín Baťas, eine Lockheed Electra 10A Baujahr 1937, mit der er binnen zwei Jahren 34.000 Kilometer zurücklegte, gelangte 1939 in die USA. Es wurde im Zweiten Weltkrieg zur U-Boot-Bekämpfung eingesetzt und kann seit 2015 am Flugplatz Točná in Prag besichtigt werden.
Die Schriftstellerin Markéta Pilátová verfasste 2017 den biografischen Roman Mit Baťa im Dschungel (deutsch 2020).